# Condado de Douglas (Nevada)
El condado de Douglas es un condado localizado en el noroeste del estado norteamericano de Nevada. Según el censo de 2000, había 41 259 personas. Se estima que en el 2006, había 51 770. .

## Historia
El primer asentimiento del estado de Nevada se ubicó en Genoa en el 1851, en lo que ahora es el condado de Douglas. El condado mismo fue organizado en el 1861 por la legislatura del entonces Territorio de Nevada, y fue dado el nombre de Stephen A. Douglas, famoso por sus debates con Abraham Lincoln en las elecciones presidenciales del 1860. Fue uno de los nueve originales condados del territorio.

## Ley y gobierno
La sede actual del condado es Minden (Nevada). Fue trasladado allí en el 1915 desde Genoa.
Varios servicios municipales, tales como parques, policía, carreteras, inspección de edificios, y el aeropuerto Minden-Tahoe, son proporcionados por el condado.
Bomberos y ambulancias son proporcionados por el Tahoe-Douglas Fire Protection District en la zona del Lago Tahoe, y por el East Fork Fire y Paramedic Districts en el resto del condado.

## Geografía
El condado de Douglas se localiza en la parte nor-occidental de Nevada, en el suroeste de los Estados Unidos. Tiene fronteras con California al oeste y sur, Carson City al norte, y el condado de Lyon al este. La parte occidental del condado es dominado por la Sierra Nevada y el Lago Tahoe, y el resto del condado por el Valle Carson.
Según la Oficina del Censo, el condado tiene una superficie total de 1.910 km². 1.838 km² de ella es tierra, y 72 km² (3.77%) es agua.

### Carreteras Principales
- Ruta Nacional 50
- Ruta Nacional 395
- Ruta estatal de Nevada 28
- Ruta estatal de Nevada 88
- Ruta estatal de Nevada 206
- Ruta estatal de Nevada 207
- Ruta estatal de Nevada 208
- Ruta estatal de Nevada 756

### Condados adyacentes
- Carson City (Nevada) - norte
- Condado de Lyon (Nevada) - este
- Condado de Mono (California) - sureste
- Condado de Alpine (California) - sur
- Condado de El Dorado (California) - oeste
- Condado de Placer (California) - noroeste

## Demografía
En el censo de 2000, había 41.259 personas, 16.401 casas, y 11.890 familias en el condado. La densidad de personas era de 10/km². Había 19.006 unidades de vivienda con una densidad media de 10/km². La composición racial era 91,88% blancos, 0,31% negros o afroamericanos, 1,68% americanos nativos, 1,25% asiáticos, 0,15% de las islas pacíficas, 2,54% de otras razas, y 2,19% de dos o más razas. El 7,41% de la población se identificó como latinos de cualquier raza.
De las 16.401 casas, el 30,70% tenía niños menores de 18 viviendo en ellas; el 60,50% eran parejas casadas sin hijos, el 8,00% una mujer sin marido presente, y el 27,50% no eran familias. El 20,70% de todas las casas eran de un solo individuo, y en el 6,60% de las casas vivía una persona mayor de 65 años. El tamaño medio de una casa era 2,50, y el tamaño medio de una familia era 2,88.
El 24,00% de la población eran menores de 18 años; el 5,50% de entre 19 y 24 inclusive; el 26,40% de entre 26 y 44 inclusive; el 28,90% de entre 45 y 64 inclusive, y el 15,20% tenían 65 años o más. La edad media era de 42 años. Por cada 100 mujeres había 102,10 hombres. Por cada 100 mujeres mayores de 18, había 100,70 hombres.
La renta media de una casa era de $51.849, y la renta media para una familia fue de $57.092. Los hombres ganaban de media $40.436, y las mujeres $28.762. La renta per cápita en el condado era $27.288. Aproximadamente el 5,80% de las familias y el 7,30% de la población vivían bajo el umbral de pobreza, incluyendo el 9,70% de los menores de 18 y el 5,30% de los mayores de 65 o más.

## Pueblos
- Carter Springs
- Double Spring
- East Valley
- Fish Springs
- Gardnerville
- Gardnerville Ranchos
- Genoa
- Glenbrook
- Indian Hills
- Johnson Lane
- Kingsbury
- Lakeridge
- Logan Creek
- Minden
- Round Hill Village
- Ruhenstroth
- Skyland
- Stateline
- Topaz Lake
- Topaz Ranch Estates
- Zephyr Cove-Round Hill Village

## Educación
La educación de los niños del condado está en manos del Douglas County School District. Sirve todo el condado, y se divide en dos zonas: la del Lago Tahoe y la del Valle Carson.

### Lago Tahoe
- George Whittell High School
- Kingsbury Middle School(Cerrado después del año escolar 2005-2006)
- Zephyr Cove Elementary School

### Valle Carson
- Douglas High School
- Carson Valley Middle School
- Pau-Wa-Lu Middle School
- Gardnerville Elementary School
- Minden Elementary School
- Jacks Valley Elementary School
- Piñion Hills Elementary School
- Gene L. Scarselli Elementary School
- C.C. Meneley Elementary School

## Películas filmadas en el Condado de Douglas
- Ases Calientes (España)/La última carta (Argentina)
- La gran estafa (1973)
- El último pistolero

## Casinos en el Condado de Douglas

### Gardnerville
- Sharkey's

### Minden
- Carson Valley Inn

### Topaz Lake
- Topaz Lodge

### Stateline (Lago Tahoe)
- Bill's Casino
- MontBleu Resort Casino & Spa
- Harrah's Tahoe
- Harveys Tahoe
- Horizon Resort
- Lakeside Inn